# Fairchild Swearingen Metroliner
Fairchild Swearingen Metroliner (Fairchild Aerospace Metro) — американский турбовинтовой авиалайнер для местных авиалиний. Разработан и серийно производился предприятием Swearingen Aircraft, а затем — Fairchild Aircraft с 1968 по 2001 гг. Выпущено более 600 самолётов всех модификаций.

## Разработка
Модель Metroliner была разработана на основе предыдущей модели - административного турбовинтового самолёта Swearingen Merlin и являлась её глубокой переработкой. Новый самолёт рассчитывался на пассажировместимость 19 пассажиров, поскольку, по требованиям авиационной администрации FAA, бо́льшее число пассажиров обязывало авиакомпании включать в состав экипажа  бортпроводника. Прототип самолёта совершил первый полёт в 1969. В 1971 году компания Swearingen Aircraft, испытывавшая финансовые затруднения, была приобретена Fairchild и переименована в Swearingen Aviation Corporation. Серийное производство самолёта началось в 1971 году и продолжалось до 2001 года. Самолёт выпускался в большом числе пассажирских и грузовых модификаций.

## Эксплуатация

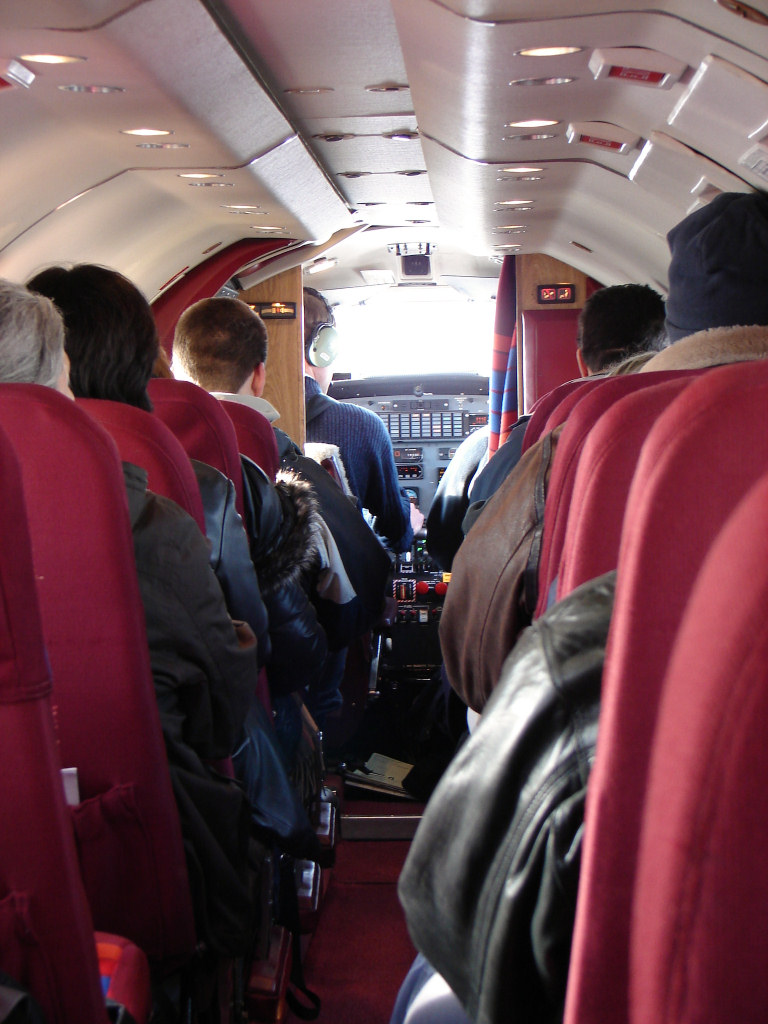
Салон самолёта

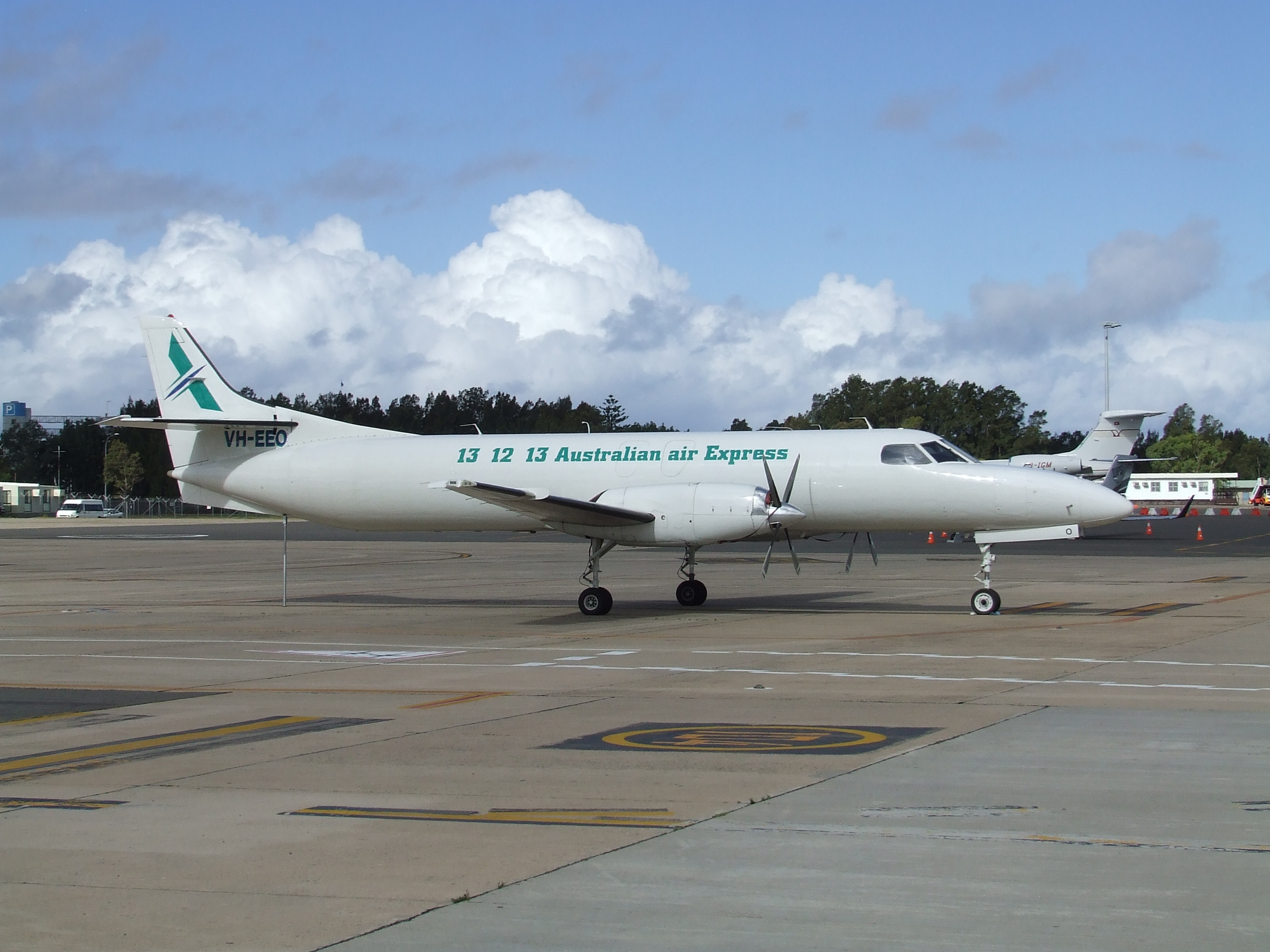

По состоянию на июль 2010 года 342 самолёта Fairchild Metro/Merlin aircraft (всех модификаций) находились в регулярной эксплуатации. Главные эксплуатанты самолёта:
- Aerocon[англ.] (8)
- Aeronaves TSM (20)
- Aeronova (5)
- Air Cerberus (7)
- Airwork (5)
- Ameriflight (44)
- Bearskin Airlines (14)
- Berry Aviation (8)
- BinAir (9)
- Carson Air (15)
- Hardy Aviation (5)
- IBC Airways (7)
- Key Lime Air (19)
- Landmark (9)
- LC Busre (6)
- Merlin Airways (5)
- Pel-Air (13)
- Peninsula Airways (5)
- Perimeter Aviation (21)
- Sharp Airlines (5)
- Skippers Aviation (5)
- Sunwest Aviation (6)
- Toll Aviation (10)
- Western Air (8)

## Лётно-технические характеристики
Технические характеристики
- Экипаж: 2 человека
- Пассажировместимость: 19 человек
- Длина: 18,09 м
- Размах крыла: 17,37 м
- Масса пустого: 3 963 кг
- Максимальная взлётная масса: 6 577—7 257 кг (в зависимости от модели)
- Двигатели: 2 × ТВД Garrett AiResearch TPE-331

Лётные характеристики
- Максимальная скорость:  576 км/ч
- Крейсерская скорость: 515 км/ч
- Практическая дальность: 2 131 км

## Потери самолётов
По данным портала Aviation Safety Network на 31 октября 2020 года, в результате катастроф и серьёзных аварий были потеряны 115 самолётов Swearingen Metroliner. Самолёт пытались угнать 1 раз, при этом никто не погиб. Всего в этих происшествиях погибли 226 человек.